# Manoir de Keroffret
Le manoir de Keroffret est un édifice situé à Languidic, en France.

## Situation
Le manoir est situé sur le territoire de la commune de Languidic, au lieu-dit Keroffret, dans le département du Morbihan, en région Bretagne.

## Description
Le manoir date du XVIe siècle, édifice à un étage carré, construit en granite. Toiture  à longs pans recouverte d'ardoises et de chaume, pignon découvert.

## Histoire
Édifice du XVIe siècle, remanié au XVIIIe siècle. Une dépendance remploie une pierre portant l'inscription : " 1590 LO. PERON. ET. MARION... ". Une dépendance est construite en 1705. Le puits date de 1869.
Le manoir est inscrit à l'inventaire général du patrimoine culturel.